# Pournarókastro
Pournarókastro, en grec moderne : Πουρναρόκαστρο, est un village du dème de Patras, district régional d'Achaïe, en Grèce-Occidentale.
Selon le recensement de 2011, la population du village s'élève à 67 habitants.